# مانوئل گیخاررو دمنک
مانوئل گیخاررو دمنک (اسپانیایی: Manuel Guijarro Doménech‎؛ زادهٔ ۷ ژانویهٔ ۱۹۶۳) دوچرخه‌سوار اهل اسپانیا است. وی در مسابقات تور دو فرانس شرکت کرده است.